# Чераза (Пескара)
Чераза (итал. Cerasa) је насеље у Италији у округу Пескара, региону Абруцо.
Према процени из 2011. у насељу је живело 74 становника. Насеље се налази на надморској висини од 178 м.